# Graniczna Placówka Kontrolna Węgliniec
Graniczna Placówka Kontrolna Kaławsk/Węgliniec – pododdział Wojsk Ochrony Pogranicza pełniący służbę na przejściu granicznym.

## Formowanie i zmiany organizacyjne
W 1946 była placówką kolejową kategorii A zorganizowaną według etatu nr 7/10. W 1948 funkcjonowała w strukturach 8 Brygady WOP.

## Dowódcy placówki
- kpt. Franciszek Rogowski (1947-?)
- por. Adolf Tynfowicz (?-1948)